# براءات اختراع البرمجيات بموجب اتفاقية تريبس
يُشير أحيانًا إلى اتفاقية منظمة التجارة العالمية بشأن حقوق الملكية الفكرية المتعلقة بالتجارة (تريبس)، وخاصة المادة 27، في النقاشات السياسية حول الإطار القانوني الدولي لأهلية البرمجيات لبراءات الاختراع، وما إذا كان ينبغي اعتبار البرامج الحاسوبية والاختراعات التي ينفذها الكمبيوتر مجالًا تقنيًا واحدًا.

## المادة 28 من اتفاق تريبس
تنص الفقرة رقم 1 من المادة 27 من اتفاق تريبس على ما يلي:
يجب أن تكون البراءات متاحة لأي اختراعات، سواء كانت منتجات أو عمليات، في جميع مجالات التكنولوجيا، بشرط أن تكون جديدة، وتنطوي على خطوة ابتكارية وقابلة للتطبيق الصناعي. ويجب أن تكون البراءات متاحة وتتمتع بحقوق براءات الاختراع دون تمييز فيما يتعلق بمكان الاختراع ومجال التكنولوجيا وما إذا كانت المنتجات مستوردة أو منتجة محليًا.
الاستثناءات الوحيدة فقط المسموح بها من هذا الحكم المنصوص عليها في الفقرتين 2 و 3 من نفس المادة رقم 27، انه لم يتم ذكر برامج الكمبيوتر فيها. ويمكن أن يستبعدوا العناصر التالية من براءات الاختراع من قبل أعضاء منظمة التجارة العالمية بموجب اتفاق تريبس:
- الاختراعات، التي يكون منع الاستغلال التجاري لها داخل أراضيها أمرًا ضروريًا لحماية النظام العام أو الأخلاق، بما في ذلك حماية حياة أو صحة الإنسان أو الحيوان أو النبات أو لتجنب إلحاق ضرر جسيم بالبيئة، بشرط أن لا يتم الاستبعاد لمجرد أن قانونهم يحظر الاستغلال (الفقرة 2).

- طرق التشخيص والعلاج والجراحة لعلاج البشر أو الحيوانات؛ (الفقرة 3 (أ)) والنباتات والحيوانات بخلاف الكائنات الحية الدقيقة، والعمليات البيولوجية أساسًا لإنتاج النباتات أو الحيوانات بخلاف العمليات غير البيولوجية والبيولوجية الدقيقة. (الفقرة 3 (ب)).

بغض النظر، على الرغم من عدم ذكرها كاستثناء في الفقرتين رقم 2 و 3 من المادة رقم 27 من اتفاق تريبس، فإن «البرمجيات الخالصة» لا تعتبر اختراعًا بموجب القانون الأوروبي. كان قرار الدول المتعاقدة في اتفاقية تريبس، أي الدول الأعضاء في منظمة التجارة العالمية، هو منح البراءات في جميع مجالات التكنولوجيا دون تمييز (المادة 27 (1) تريبس ). ومع ذلك، ووفقًا لبول هارتناك المراقب العام السابق لمكتب براءات الاختراع في المملكة المتحدة، يمكن الجدل حول ما إذا كانت البرمجيات الخالصة هي تقنية، أو أنها في كثير من الحالات قادرة على التطبيق الصناعي. يجادل بأن قبولها على هذا النحو بموجب الولاية القضائية الأوروبية سيكون مسألة سياسية تقوم على المصلحة الاقتصادية. 
تتطلب المادة 31 (1) من اتفاقية فيينا لقانون المعاهدات الدولية «إعطاء معنى عادي لشروط المعاهدة». يتطلب نفس الحكم تفسيرًا في ضوء موضوع المعاهدة والغرض منها.
لم تكن هناك إجراءات لتسويتها بشأن براءات اختراع البرمجيات. ولا تزال علاقتها بأهلية الحصول على براءة اختراع في مجالات، على سبيل المثال أساليب الأعمال التي ينفذها الكمبيوتر، وعلوم الكمبيوتر وتكنولوجيا المعلومات البرمجية غير مؤكدة، لأن اتفاقية تريبس تخضع للتفسير، مثل جميع النصوص القانونية.

## العلاقة بين حماية حقوق النشر والتأليف
تنص الفقرة 1 من المادة 10 من اتفاق تريبس على أن برنامج الكمبيوتر هو نوع من العمل مؤهل للحماية بموجب قانون حق المؤلف:
يجب حماية برامج الكمبيوتر، سواًء في التعليمات البرمجية للمصدر أو الكائنات، كأعمال أدبية بموجب اتفاقية برن (1971).
تم استخدام هذه الحجة من قبل بعض خصوم براءات اختراع البرمجيات للتأكيد على أن براءات اختراع البرمجيات لن تسمح بها اتفاقية تريبس، لا ترى الكتب المدرسية في اتفاقية تريبس أي تعارض على سبيل المثال، يشير Correa * Yusuf إلى أن براءات اختراع البرامج تكمل حقوق النشر لأن حقوق النشر لا تحمي الأفكار الأساسية.

## روابط خارجية
- موقع منظمة التجارة العالمية
  - Official text of the TRIPS Agreement
  - Disputes concerning the TRIPS Agreement
- كايا، (2007) A Comparative Analysis Of The Patentability Of Computer Software Under The Trips Agreement: The U.S., The E.U., And Turkey (PDF), archived from the original (PDF) on 12 August 2011